# 南昌郡
南昌郡，中国唐朝时设置的郡。
唐玄宗天宝元年（742年），改白州置南昌郡。治所在博白县（今广西博白县）。下辖博白县、龙豪县（今广西陆川县大桥镇古城垌）、周罗县（今广西博白县宁潭镇）、建宁县（今广西博白县顿谷镇旧门村）、南昌县（今广西玉林市沙田镇）。辖境相当今广西博白县及陆川县部分地。唐肃宗乾元元年（758年）改为白州。